# Ekstraklasa kobiet w tenisie stołowym (2001/2002)
Ekstraklasa kobiet w tenisie stołowym 2001/2002 – 54. edycja rozgrywek pierwszego poziomu ligowego kobiet w Polsce. Brało w niej udział 10 drużyn.
Triumfatorem rozgrywek został ASTS Siarka Tarnobrzeg, który w meczach finałowych pokonał KS AZS Politechnika Fourmen I Wrocław. Brązowy medal zdobył LUKS Cekol Stawiguda.

## System rozgrywek
Rozgrywki prowadzone były z udziałem 8 drużyn i były podzielone na dwie fazy: zasadniczą i play-off.
Faza zasadnicza składa się z dwóch rund. Pierwsza runda rozgrywana jest systemem każdy z każdym. W drugiej rundzie gospodarzami spotkań w drugiej rundzie są drużyny, które w pierwszej rundzie w meczu pomiędzy tymi samymi drużynami grały na wyjazdach. Za zwycięstwo drużyny otrzymują 2 punkty, zaś za porażkę nie otrzymują punktów.
Do fazy play-off awansują 4 drużyny. W półfinałach zostaną rozegrane dwumecze. Pary zostaną ustalone na podstawie tabeli po rundzie zasadniczej (1-4, 2-3). Zwycięzcy półfinałów awansują do finału, gdzie zostanie rozegrany dwumecz, a gospodarzem pierwszego meczu będzie drużyna z niższego miejsca po fazie zasadniczej. Drużyna, która wygra finał otrzyma tytuł Drużynowego Mistrza Polski kobiet, puchar i złote medale, a zespół pokonany w finale otrzyma puchar i srebrne medale. Drużyny, które odpadły w półfinałach, zagrają w rywalizacji o 3. miejsce, a jej zwycięzca otrzyma brązowy medal. Do 1. ligi spadnie ostatnia drużyna po fazie zasadniczej.
Każdy mecz składa się z 3-5 gier rozgrywanych kolejno na jednym stole. Mecz kończy się wraz z uzyskaniem przez jedną drużyn trzech zwycięstw. Układ gier w meczu.
| 1. gra | 2. gra | 3. gra | 4. gra | 5. gra |
| ------ | ------ | ------ | ------ | ------ |
| A–X    | B–Y    | C–Z    | A–Y    | B–X    |

## Kluby
| Klub                                  | Sezon 2000/2001 |
| ------------------------------------- | --------------- |
| AZS WSZ Prembud Konin                 | 3. miejsce      |
| KS Bronowianka Akropol Kraków         | 7. miejsce      |
| ASTS Siarka Tarnobrzeg                | Mistrz          |
| KU AZS AE I Wrocław                   | 6. miejsce      |
| KS AZS Politechnika Fourmen I Wrocław | Wicemistrz      |
| KS AZS PW UKS SP 12 Fourmen Wrocław   | 5. miejsce      |
| KU AZS WSP Print Cycero Częstochowa   | 4. miejsce      |
| LUKS Cekol Stawiguda                  | 8. miejsce      |
| Ośrodek PZTS Kraków                   | Awans z 1. ligi |
| GLKS Mago Wanzl Scania Nadarzyn       | Awans z 1. ligi |

## Faza zasadnicza
| Poz. | Drużyna                               | M  | Z  | P  | Pojedynki | Punkty |
| ---- | ------------------------------------- | -- | -- | -- | --------- | ------ |
| 1.   | ASTS Siarka Tarnobrzeg                | 18 | 17 | 1  | 53:11     | 34     |
| 2.   | KS AZS Politechnika Fourmen I Wrocław | 18 | 14 | 4  | 47:24     | 28     |
| 3.   | LUKS Cekol Stawiguda                  | 18 | 13 | 3  | 43:25     | 26     |
| 4.   | KU AZS WSP Print Cycero Częstochowa   | 18 | 12 | 6  | 43:26     | 24     |
| 5.   | KU AZS AE I Wrocław                   | 18 | 10 | 8  | 34:31     | 20     |
| 6.   | KS Bronowianka PHU I Akropol Kraków   | 18 | 9  | 9  | 39:34     | 18     |
| 7.   | AZS WSZ Prembud Konin                 | 18 | 9  | 9  | 36:41     | 18     |
| 8.   | GLKS Mago Wanzl Scania Nadarzyn       | 18 | 3  | 15 | 21:47     | 6      |
| 9.   | Ośrodek PZTS Kraków                   | 18 | 3  | 15 | 18:48     | 6      |
| 10.  | KS AZS PW UKS SP 12 Fourmen Wrocław   | 18 | 0  | 18 | 7:54      | 0      |

     Awans do półfinału
     Spadek do 1. ligi

## Play-off
|  |          |                                       |          |                                       |          |                      |   |                        |       |       |       |       |
|  | Półfinał | Półfinał                              | Półfinał | Półfinał                              | Półfinał |                      |   | Finał                  | Finał | Finał | Finał | Finał |
|  | Półfinał | Półfinał                              | Półfinał | Półfinał                              | Półfinał |                      |   | Finał                  | Finał | Finał | Finał | Finał |
|  |          |                                       |          |                                       |          |                      |   |                        |       |       |       |       |
|  |          |                                       |          |                                       |          |                      |   |                        |       |       |       |       |
|  | 1        | ASTS Siarka Tarnobrzeg                | 3        | 3                                     |          |                      |   |                        |       |       |       |       |
|  | 1        | ASTS Siarka Tarnobrzeg                | 3        | 3                                     |          |                      |   |                        |       |       |       |       |
|  | 4        | KU AZS WSP Print Cycero Częstochowa   | 0        | 1                                     |          |                      |   |                        |       |       |       |       |
|  | 4        | KU AZS WSP Print Cycero Częstochowa   | 0        | 1                                     |          |                      | 1 | ASTS Siarka Tarnobrzeg | 3     | 3     |       |       |
|  |          |                                       |          |                                       |          |                      | 1 | ASTS Siarka Tarnobrzeg | 3     | 3     |       |       |
|  |          |                                       | 2        | KS AZS Politechnika Fourmen I Wrocław | 2        | 0                    |   |                        |       |       |       |       |
|  | 2        | KS AZS Politechnika Fourmen I Wrocław | 2        | KS AZS Politechnika Fourmen I Wrocław | 2        | 0                    | 2 | 3                      | 3     |       |       |       |
|  | 2        | KS AZS Politechnika Fourmen I Wrocław |          |                                       |          |                      |   |                        |       |       |       |       |
|  | 3        | LUKS Cekol Stawiguda                  | 3        | 2                                     | 0        |                      |   |                        |       |       |       |       |
|  | 3        | LUKS Cekol Stawiguda                  | 3        | 2                                     | 0        | Mecz o brązowy medal |   |                        |       |       |       |       |
|  |          |                                       |          |                                       |          |                      |   |                        |       |       |       |       |
|  |          |                                       |          |                                       |          |                      |   |                        |       |       |       |       |
|  |          |                                       |          |                                       |          |                      |   |                        |       |       |       |       |
|  | 3        | LUKS Cekol Stawiguda                  | 3        | 3                                     |          |                      |   |                        |       |       |       |       |
|  | 3        | LUKS Cekol Stawiguda                  | 3        | 3                                     |          |                      |   |                        |       |       |       |       |
|  | 4        | KU AZS WSP Print Cycero Częstochowa   | 2        | 1                                     |          |                      |   |                        |       |       |       |       |
|  | 4        | KU AZS WSP Print Cycero Częstochowa   | 2        | 1                                     |          |                      |   |                        |       |       |       |       |

### Półfinały
| Gospodarze                            | Wynik       | Goście                                | Przypis     |
| 1. półfinał                           | 1. półfinał | 1. półfinał                           | 1. półfinał |
| ------------------------------------- | ----------- | ------------------------------------- | ----------- |
| KU AZS WSP Print Cycero Częstochowa   | 0:3         | ASTS Siarka Tarnobrzeg                | [ 3 ]       |
| LUKS Cekol Stawiguda                  | 3:2         | KS AZS Politechnika Fourmen I Wrocław | [ 4 ]       |
| 2. półfinał                           |             |                                       |             |
| ASTS Siarka Tarnobrzeg                | 3:1         | KU AZS WSP Print Cycero Częstochowa   | [ 5 ]       |
| KS AZS Politechnika Fourmen I Wrocław | 3:2         | LUKS Cekol Stawiguda                  | [ 5 ]       |
| 3. półfinał                           |             |                                       |             |
| KS AZS Politechnika Fourmen I Wrocław | 3:0         | LUKS Cekol Stawiguda                  | [ 5 ]       |

### Mecz o 3. miejsce
| Gospodarze                          | Wynik | Goście                              | Przypis |
| ----------------------------------- | ----- | ----------------------------------- | ------- |
| KU AZS WSP Print Cycero Częstochowa | 2:3   | LUKS Cekol Stawiguda                | [ 6 ]   |
| LUKS Cekol Stawiguda                | 3:1   | KU AZS WSP Print Cycero Częstochowa | [ 7 ]   |

### Finał
| Gospodarze                            | Wynik | Goście                                | Przypis |
| ------------------------------------- | ----- | ------------------------------------- | ------- |
| KS AZS Politechnika Fourmen I Wrocław | 2:3   | ASTS Siarka Tarnobrzeg                | [ 8 ]   |
| ASTS Siarka Tarnobrzeg                | 3:0   | KS AZS Politechnika Fourmen I Wrocław | [ 2 ]   |

## Medaliści
| Lp. | Drużyna                               |
| --- | ------------------------------------- |
| 1.  | ASTS Siarka Tarnobrzeg                |
| 2.  | KS AZS Politechnika Fourmen I Wrocław |
| 3.  | LUKS Cekol Stawiguda                  |